# Impero samanide
L'Impero samanide (in persiano سامانیان‎, Sāmāniyān, noto anche come Impero samanico, dinastia samanide, emirato samanide, o semplicemente Samanidi) fu retto da una dinastia iraniana sunnita dall'819 al 999. L'impero nacque nel Grande Khorasan e nella Transoxiana e, al momento della sua massima estensione, comprendeva l'Afghanistan moderno, gran parte dell'Iran, del Turkmenistan, dell'Uzbekistan, del Kirghizistan, del Tagikistan e parti del Kazakistan e del Pakistan.
Lo Stato samnide venne fondato da quattro fratelli, Nuh, Ahmad, Yahya e Ilyas. Ognuno di loro governava il proprio territorio sotto la sovranità abbaside. Nell'892, Ismail Samani (892-907) unì lo stato sotto un unico sovrano, ponendo così fine al sistema feudale utilizzato dai Samanidi. Fu anche durante il suo regno che i Samanidi divennero indipendenti dall'autorità abbaside.
L'Impero samanide fu parte dell'Intermezzo iraniano, che vide la creazione di una cultura e di un'identità persiana che portò la lingua e le tradizioni iraniane all'interno del mondo islamico. Ciò in seguito contribuì alla formazione della cultura turco-persiana.
I Samanidi promossero le arti, dando origine al progresso della scienza e della letteratura attrassero studiosi come Rudaki, Ferdowsi e Avicenna. Mentre era sotto il controllo dei Samanidi, Bukhara era una rivale di Baghdad. Gli studiosi notano che i Samanidi fecero rivivere la lingua e la cultura persiana più dei Buyidi e dei Saffaridi, pur continuando a patrocinare l'arabo per le scienze e gli studi religiosi. Autoritenendosi discendenti dell'Impero sasanide, in un famoso editto, le autorità samanidi dichiararono che «qui, in questa regione, la lingua è persiana, e i sovrani di questo regno sono re persiani».

## Storia

### Origini
La dinastia dei Samanidi fu fondata da Saman Khuda, un nobile dell'VIII secolo i cui discendenti, la Casa di Saman, divennero in seguito governanti della regione di Persis, cioè l'Impero samanide. Era un Dehqan del villaggio di Saman nella provincia di Balkh, nell'attuale Afghanistan settentrionale. La prima apparizione della famiglia sembra essere stata nel Grande Khorasan piuttosto che nella Transoxiana. In alcune fonti, i Samanidi affermavano di discendere dalla Casa di Mihran di Bahram Chobin. È stato affermato che la casa di Saman apparteneva ai turchi Oghuz, sebbene la cosa sia improbabile. Originariamente uno zoroastriano, Saman Khuda, si convertì all'Islam durante il governatorato di Asad ibn Abdallah al-Qasri nel Khorasan, e nominò suo figlio maggiore, Asad, agli onori di governatore. Nell'819, il governatore del Grande Khorasan, Ghassan ibn Abbad, ricompensò i quattro figli di Al-Qasri per il loro aiuto contro il ribelle Rafi ibn al-Layth. Nuh ibn Asad ricevette Samarcanda, Ahmad ibn Asad governò su Farghana, Yahya ibn Asad ebbe Tashkent e Ilyas ibn Asad la città di Herat.

### Ascesa

#### I Samanidi di Herat (819-857)
Ilyas morì nell'856 e suo figlio Ibrahim ibn Ilyas divenne il suo successore. Il governatore tahiride del Khorasan, Muhammad ibn Tahir, lo nominò successivamente comandante del suo esercito e lo mandò in una spedizione contro il sovrano saffaride Ya'qub ibn al-Layth al-Saffar nel Sistan. Dopo essere stato sconfitto in battaglia, vicino a Pushang nell'857, fuggì a Nishapur, solo per essere catturato da Ya'qub al-Saffar e inviato a Sistan come ostaggio.

#### I Samanidi in Transoxiana (819-892)

Cartina del Khorasan e della Transoxiana.

Nell'839/840, Nuh prese Isfijab dai turchi Oghuz pagani nomadi che vivevano nella steppa. Di conseguenza, fece costruire un muro intorno alla città per proteggerla dai loro attacchi. Morì nell'841/842 e i suoi due fratelli, Yahya e Ahmad, furono poi nominati governatori congiunti della città dal governatore tahiride del Khorasan. Dopo la morte di Yahya, nell'855, Ahmad prese il controllo di Châch, diventando così il sovrano della maggior parte della Transoxiana. Morì nell'864/865 e suo figlio Nasr I ricevette Farghana e Samarcanda, mentre l'altro figlio, Ya'qub, ereditò Châch (aree intorno alla moderna Tashkent/Chachkent). Nel frattempo, l'autorità dei Tahiridi si era notevolmente indebolita, dopo aver subito diverse sconfitte contro il sovrano saffaride Ya'qub al-Saffar. Quindi, facendo perdere ai Tahiridi la presa sui Samanidi, che divennero più o meno indipendenti. Nasr I, approfittò di questa opportunità per rafforzare la sua autorità inviando suo fratello Ismail a Bukhara, che era in condizioni instabili dopo aver subito le incursioni della dinastia afrighide della Corasmia. Quando Ismail raggiunse la città, fu accolto calorosamente dai suoi abitanti, che lo vedevano come uno che poteva ristabilire l'ordine.
Dopo non molto tempo, il disaccordo su come ripartire le entrate delle tasse causò un conflitto tra i fratelli. Ismail fu infine vittorioso nella lotta dinastica e prese il controllo dello stato samanide. Tuttavia, Nasr era stato investito della Transoxiana e i califfi abbasidi continuarono a riconoscerlo come legittimo sovrano. Per questo Ismail continuò a riconoscere anche suo fratello, ma Nasr era completamente impotente, situazione che sarebbe continuata fino alla sua morte nell'agosto 892.

### Unificazione e periodo di massima ascesa (892-907)

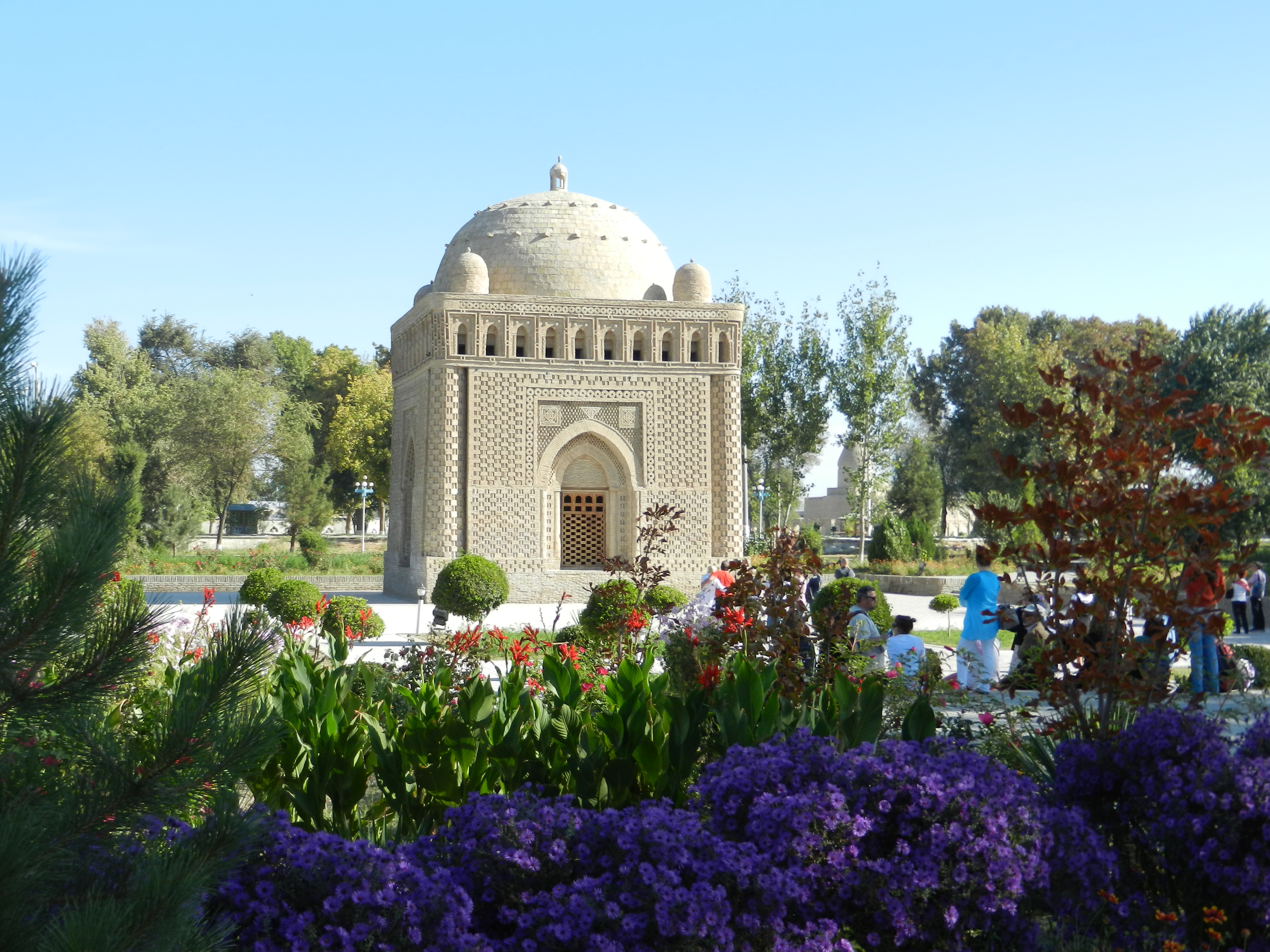
Il Mausoleo Samanide, luogo di sepoltura di Ismail Samani.

Pochi mesi dopo morì anche Ya'qub al-Saffar e gli succedette suo fratello Amr ibn al-Layth, che si considerava l'erede dei Tahiridi, rivendicando così per sé la Transoxiana, il Khorasan e altre parti dell'Iran. Da allora in poi costrinse il califfo abbaside a riconoscerlo come sovrano di quei territori. Nella primavera del 900 si scontrò con Ismail nei pressi di Balkh, ma fu sconfitto e fatto prigioniero. Ismail lo mandò a Baghdad, dove fu giustiziato. Ismail fu successivamente riconosciuto, dal califfo, come sovrano di tutto il Khorasan e della Transoxiana. Inoltre, ricevette anche l'investitura su Tabaristan, Ray e Isfahan. Fu anche durante questo periodo che la dinastia afrighide fu costretta alla sottomissione.
Prima della sua grande vittoria contro i Saffaridi, aveva effettuato varie spedizioni in Transoxiana; nell'892 pose fine al Principato di Ushrusana impadronendosi di tutte le sue terre. Nello stesso periodo pose fine ai Bukhar Khuda a Bukhara. Nell'893, invase i territori dei turchi Karluk, prendendo Talas e convertendo la chiesa nestoriana in moschea.
Nel 900, Ismail inviò un esercito, sotto Muhammad ibn Harun al-Sarakhsi, contro Muhammad ibn Zayd, il sovrano Zaydi del Tabaristan e di Gorgan. L'invasione ebbe successo, Muhammad ibn Zayd fu ucciso e il Tabaristan fu conquistato dai Samanidi. Tuttavia, Muhammad ibn Harun si ribellò presto, costringendo lo stesso Ismail a invadere la regione l'anno successivo. Muhammad ibn Harun da allora in poi fuggì a Daylam, mentre Ismail riconquistò Tabaristan e Gorgan. Nel 901, Amr Saffari fu sconfitto, dai Samanidi, nella battaglia di Balkh, i quali ridussero la dinastia dei Saffaridi ad un affluente minore nel Sistan. Fu durante questo periodo che i Samanidi raggiunsero l'apice del loro potere, governando fino a Qazvin a ovest e Peshawar a est.
Ismail è conosciuto nella storiografia come un generale competente e un forte sovrano; molte storie su di lui sono scritte in fonti arabe e persiane. Inoltre, a causa delle sue campagne nel nord, il suo impero era così al sicuro dalle incursioni nemiche che le difese di Bukhara e Samarcanda rimasero inutilizzate. Tuttavia, questo in seguito ebbe conseguenze; alla fine della dinastia, le mura, prima forti, ma ora cadenti, furono perse dai Samanidi, che erano costantemente sotto l'attacco dei Karakhanidi e di altri nemici.
Ismail morì nel novembre 907 e gli succedette il figlio Ahmad Samani (r. 907-914).

### Periodo intermedio (907-961)
Non molto tempo dopo la sua ascesa, Ahmad invase il Sistan, che nel 911 era sotto il completo controllo dei samanidi e il cugino di Ahmad, Abu Salih Mansur, fu nominato suo governatore. Nel frattempo, un Alidi, di nome Hasan al-Utrush, stava lentamente ristabilendo Zaydi sul Tabaristan. Nel 913, Ahmad inviò un esercito, sotto Muhammad ibn Sa'luk, per occuparsene. Sebbene l'esercito samanide fosse molto più numeroso, Hasan ne uscì vittorioso. Ahmad, prima che potesse pianificare un'altra spedizione nel Tabaristan, fu assassinato l'anno successivo da alcuni dei suoi schiavi in una tenda vicino a Bukhara. Durante il suo regno, si dice anche che Ahmad avesse sostituito la lingua della corte dal persiano all'arabo, il che lo rese impopolare tra i suoi sudditi che lo costrinsero a cambiarla di nuovo in persiano. Dopo la morte di Ahmad, gli succedette il figlio di otto anni Nasr II (r. 914-943).

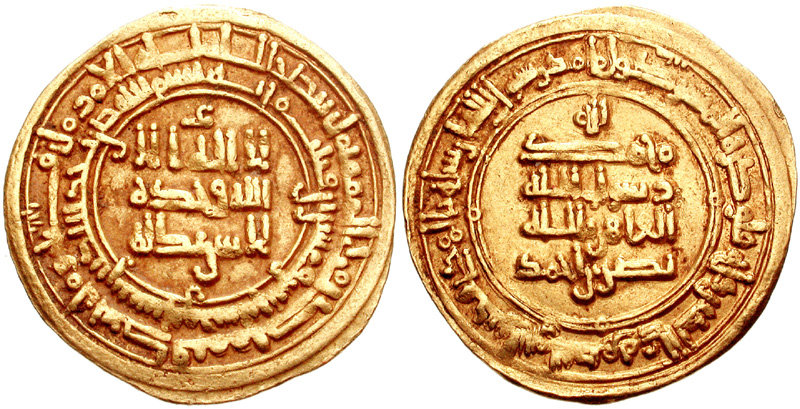
Moneta di Nasr II, coniata a Nishapur (933/934).

A causa della giovinezza di Nasr, il suo primo ministro, Abu 'Abd-Allah al-Jaihani, si occupò della maggior parte degli affari di stato. Jaihani non era solo un amministratore esperto, ma anche un importante geografo e un uomo molto istruito. Quasi subito dopo l'ascesa al trono di Nasr II, scoppiarono diverse rivolte, la più pericolosa delle quali sotto il prozio paterno, Ishaq ibn Ahmad, che conquistò Samarcanda e iniziò a coniare monete, mentre suo figlio Abu Salih Mansur si impadronì di Nishapur e di diverse città del Khorasan. Ishaq fu infine sconfitto e catturato, mentre Abu Salih Mansur morì per cause naturali nel 915. Qualche tempo dopo Nasr II dovette, ancora una volta, affrontare i ribelli; nel 919, il governatore del Khorasan, Husayn ibn Ali Marvarrudhi, si ribellò all'autorità samanide. Nasr rispose inviando un esercito, sotto Ahmad ibn Sahl, per reprimere la ribellione, e riuscì nell'impresa. Dopo alcune settimane, tuttavia, Ahmad si ribellò brevemente a Nishapur, fece incursioni a Gorgan e poi si fortificò a Merv per evitare un contrattacco samanide. Tuttavia, il generale samanide Hamuya ibn Ali riuscì ad attirare Ahmad fuori da Merv e lo sconfisse in una battaglia a Marw al-Rudh; fu catturato e imprigionato a Bukhara, dove rimase fino alla sua morte nel 920.
A ovest, Nasr II si scontrò più volte con i governanti Dailamiti e Giliti; nel 921, lo Zaydids sotto il governante Gilite, Lili ibn al-Nu'man, invase il Khorasan, ma fu sconfitto dal Simuride generale Simjur al-Dawati. Più tardi, nel 930, un capo militare dailamita, Makan ibn Kaki, conquistò Tabaristan e Gurgan, e prese persino possesso di Nishapur nel Khorasan occidentale. Fu, tuttavia, costretto a ritirarsi nel Tabaristan un anno dopo, a causa della minaccia rappresentata dai Samanidi. Makan poi tornò nel Tabaristan, dove venne sconfitto dal sovrano Ziyaride Mardavij, che riuscì a conquistare la regione. Nel 935, Nasr II ristabilì il controllo samanide a Gurgan e nominò il successore di Mardavij, Vushmgir, suo vassallo, il quale, nel 939, dichiarò l'indipendenza, ma fu sconfitto l'anno successivo a Iskhabad.
Nel 943 diversi ufficiali dell'esercito samanide, adirati per il sostegno di Nasr ai missionari ismailiti, misero in atto una cospirazione per ucciderlo. Il figlio di Nasr, Nuh I, venne a conoscenza della cospirazione, andò a un banchetto progettato per organizzare il complotto e fece tagliare la testa al loro capo. Poi, per placare gli altri ufficiali, promise di impedire ai missionari ismailiti di continuare le loro attività. Quindi convinse il padre ad abdicare, che morì di tubercolosi dopo pochi mesi.
Proprio quando Nuh I salì al trono, scoppiò una rivolta in Corasmia, che egli riuscì a reprimere. Più tardi, nel 945, dovette trattare con il sovrano Muhtajid Abu 'Ali Chaghani, che rifiutò di obbligare a rinunciare al suo incarico di governatore del Khorasan a Ibrahim ibn Simjur. Abu 'Ali Chaghani allora si ribellò, e fu raggiunto da diverse figure di spicco come Abu Mansur Muhammad, che nominò suo comandante in capo. Nel 947, insediò lo zio di Nuh, Ibrahim ibn Ahmad, come emiro a Bukhara. Abu 'Ali Chaghani tornò poi nei suoi domini a Chaghaniyan. Ibrahim, tuttavia, era impopolare presso la gente di Bukhara, e Nuh presto si vendicò riprendendo la città e accecando Ibrahim e due suoi fratelli.
Quando Abu Ali Chaghani ricevette la notizia della riconquista di Bukhara, marciò nuovamente verso la città, ma fu sconfitto da un esercito inviato da Nuh e si ritirò a Chaghaniyan. Dopo qualche tempo, lasciò la regione e cercò di ottenere il sostegno di altri vassalli samanidi. Nel frattempo, Nuh aveva devastato Chaghaniyan e la sua capitale era stata saccheggiata. Poco dopo seguì un'altra battaglia tra Abu 'Ali Chaghani e un esercito samanide nel Tukharistan, che portò a una vittoria samanide. Fortunatamente per Abu Ali Chaghani, riuscì ad assicurarsi il sostegno di altri vassalli samanidi, come i governanti di Khuttal, e il popolo dei monti Kumiji, ma alla fine stipulò una pace con Nuh, che gli permise di mantenere Chaghaniyan in cambio dell'invio del suo figlio Abu'l Muzaffar Abdallah come ostaggio a Bukhara.

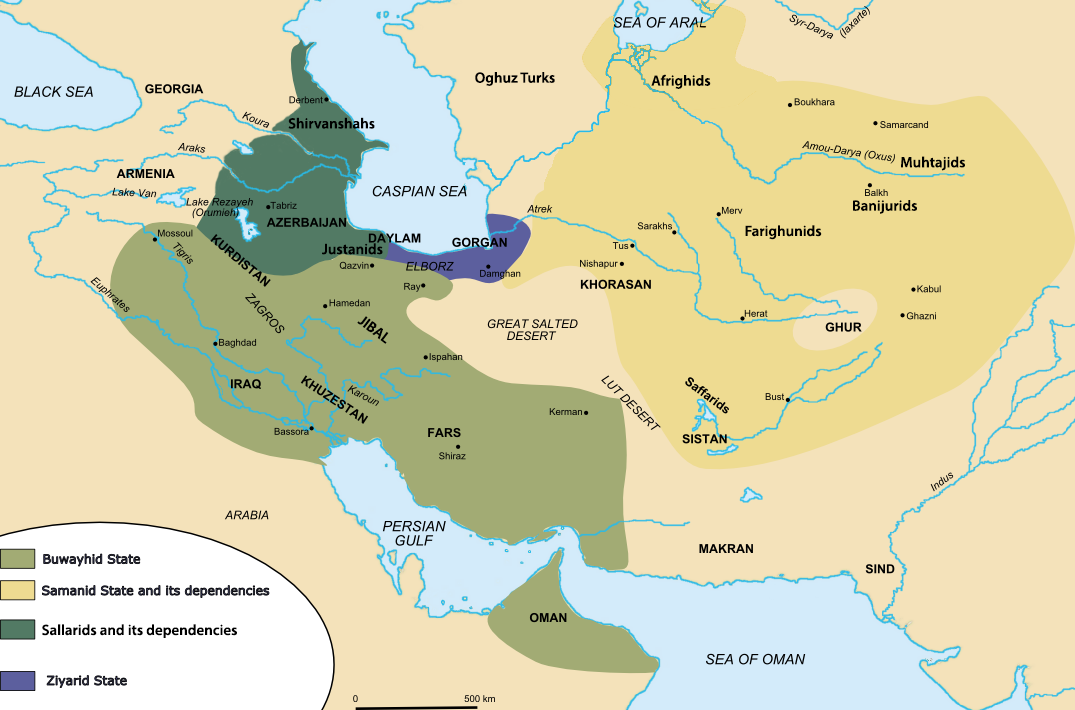
L'Iran a metà del X secolo

Alp Tigin, vassallo nominale dei Samanidi, conquistò Ghazna nel 962 sottraendola alla dinastia Lawik. Il quinto di questi comandanti fu Sebüktigin, che governò Ḡazna per vent'anni fino al 997 con il titolo di al-ḥājeb al-ajall (comandante più nobile), come appare dalla sua iscrizione sulla tomba. In seguito sarebbe stato il fondatore di una dinastia indipendente, con sede a Ghazna, dopo il declino dell'Impero Samanide negli anni 990.

### Declino e caduta (961-999)
Il potere dei Samanidi iniziò a sgretolarsi nella seconda metà del X secolo. Nel 962, uno dei ghulam, Alp Tigin, comandante dell'esercito nel Khorasan, si impadronì di Ghazna e vi si stabilì. I suoi successori, tuttavia, incluso Sebük Tigin, continuarono a governare come "governatori" samanidi. Con i Samanidi indeboliti che affrontavano le crescenti sfide dei Karakhanidi per il controllo della Transoxiana, Sebük in seguito prese il controllo di tutte le province a sud dell'Oxus e fondò l'Impero Ghaznavide.
Nel 992, un karakhanide, Harun Bughra Khan, nipote del principale capo tribù della confederazione Karluk, il sultano Satuq Bughra Khan, catturò Bukhara, la capitale samanide. Tuttavia Harun morì poco dopo e i Samanidi tornarono a Bukhara. Nel 999, Nasr b. Ali, nipote di Harun, tornò e prese possesso di Bukhara, incontrando poca resistenza. I domini samanidi furono divisi tra i Ghaznavidi, che conquistarono il Khorasan e l'Afghanistan, e i Karakhanidi, che ricevettero la Transoxiana; il fiume Oxus divenne così il confine tra i due imperi rivali.

### Tentativi di restaurazione dell'impero (1000-1005)

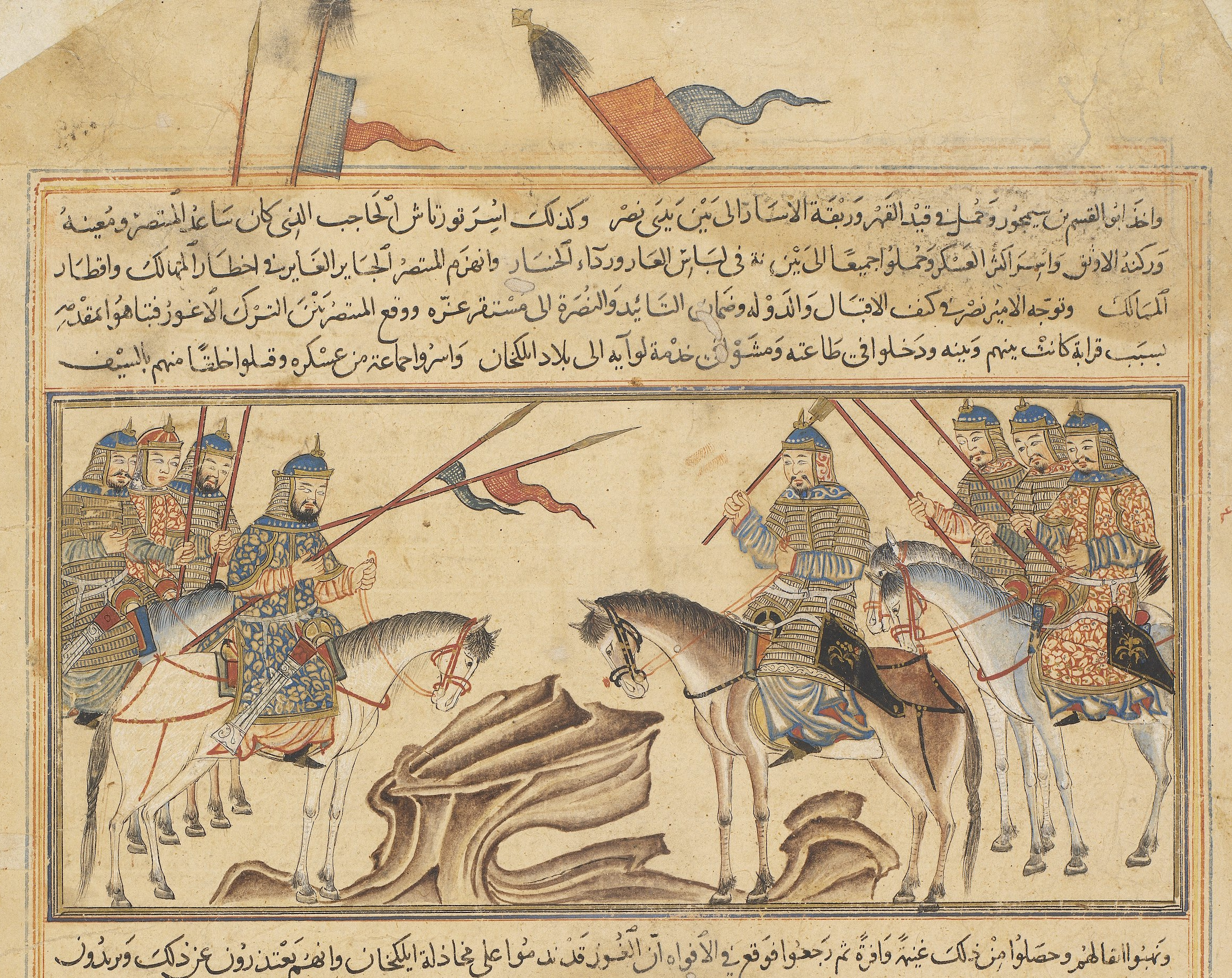
Opera d'arte che rappresenta Isma'il Muntasir impegnato in una battaglia.

Isma'il Muntasir era il figlio più giovane di Nuh II: fu imprigionato dai Karakhanidi dopo la loro conquista di Bukhara nel 999. Qualche tempo dopo, Isma'il riuscì a fuggire in Corasmia, dove ottenne sostegno. Scacciando i Karakhanidi da Bukhara, si trasferì e catturò Samarcanda. L'avvicinamento dell'esercito karakhanide, tuttavia, costrinse Isma'il a rinunciare a tutti i suoi possedimenti, dopodiché si recò in Khorasan, dove catturò Nishapur. L'esercito di Mahmud, tuttavia, si diresse verso la regione e Isma'il decise che era necessario fuggire di nuovo.
Nel 1003 Isma'il tornò in Transoxiana, dove chiese e ricevette assistenza dai turchi Oghuz della valle dello Zarafshan. Sconfissero i Karakhanidi in diverse battaglie, anche quando Nasr Khan era coinvolto. Per vari motivi, tuttavia, Isma'il sentì che non poteva fare affidamento sugli Oghuz e tornò quindi in Khorasan. Cercò di ottenere il sostegno di Mahmud per una campagna per ripristinare lo stato samanide, ma fallì. Qualche tempo dopo, tornò nella valle di Zarafshan, dove ottenne l'appoggio degli Oghuz e di altri. Un esercito karakhanide fu sconfitto nel maggio 1004, ma successivamente gli Oghuz abbandonarono Isma'il durante un'altra battaglia e il suo esercito venne sbaragliato.
Fuggendo ancora una volta nel Khorasan, Isma'il tentò di rientrare in Transoxiana alla fine del 1004. I Karakhanidi lo fermarono e Isma'il venne ferito in maniera grave. In seguito, cercò l'ospitalità di una tribù araba vicino a Merv. Il loro capo, tuttavia, uccise Isma'il nel 1005. La sua morte segnò la sconfitta dell'ultimo tentativo di restaurare lo stato samanide. I discendenti della famiglia dei Samanidi continuarono a vivere in Transoxiana, dove godevano di buona considerati, ma il potere detenuto nei secoli precedenti appariva ormai soltanto un lontano ricordo.

### Intermezzo iraniano
Insieme a molti altri stati, l'Impero Samanide esistette durante l'epoca del cosiddetto intermezzo iraniano, o "rinascimento persiano". Questo periodo è stato descritto come avente un'importanza fondamentale nella formazione della civiltà islamica, sia politicamente che culturalmente. In termini politici, vide un'effettiva rottura del potere abbaside e l'ascesa di diversi stati successori come i Samanidi e i Buyidi, mentre in termini culturali, si ebbe l'ascesa del nuovo persiano come lingua amministrativa e letteraria.

## Ordinamento dello Stato

### Governo

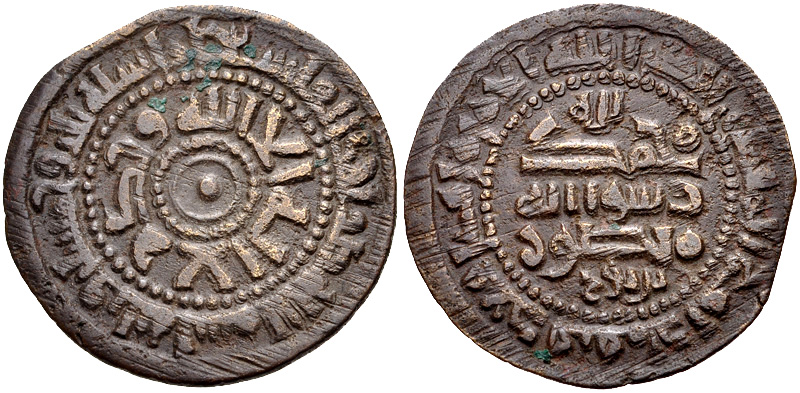
Una moneta samanide coniata a Bukhara che porta il nome di Mansur I.

Il sistema dello stato samanide era stato modellato sul sistema abbaside, che a sua volta era modellato sul sistema sasanide. Il sovrano dello stato era l'emiro, e le province erano governate da governatori nominati o da vassalli locali. Gli affari amministrativi, politici ed economici erano amministrati dal divan. L'economia era gestita dal mustawfi, la corrispondenza diplomatica e importanti documenti di stato dal diwanal-rasa'il, e la guardia reale e gli affari militari dal sahib al-shurta. La principale responsabilità, sia dei governatori che dei governanti locali, era quella di riscuotere le tasse e sostenere il sovrano samanide con truppe, se necessario. La provincia più importante dell'Impero Samanide era il Khorasan, che inizialmente fu dato a un parente del sovrano Samanide o a un principe iraniano locale (come i Muhtajidi), ma in seguito fu dato a uno dei suoi schiavi più fidati. Il governatore del Khorasan era normalmente il sipah-salar (comandante in capo).
Come nel califfato abbaside, gli schiavi turchi potevano raggiungere alte cariche nello stato samanide, il che a volte dava loro abbastanza potere da rendere quasi il sovrano il loro burattino.

#### Sovrani samanidi
| Bukhara                                                                       | Samarcanda | Ferghana                                         | Shash                                            | Herat                                                  |
| ----------------------------------------------------------------------------- | --- | ------------------------------------------------ | ------------------------------------------------ | ------------------------------------------------------ |
|                                                                               | Saman Khuda in persiano سامان خدا‎ (Un proprietario terriero persiano del villaggio di Saman nella provincia di Balkh nel nord dell'Afghanistan, arrivò a Merv alla corte del governatore omayyade del Khorasan, Asad ibn Abdallah al-Qasri, sotto la cui influenza divenne musulmano e servì il governatore fino alla sua morte. Fu il fondatore della dinastia Samanide) |                                                  |                                                  |                                                        |
|                                                                               | Asad ibn Saman in persiano اسد بن سامان‎ |                                                  |                                                  |                                                        |
|                                                                               | Nuh ibn Asad in persiano نوح بن اسد‎ 819–841/2 | Ahmad ibn Asad in persiano احمد بن اسد‎ 819–864/5 | Yahya ibn Asad in persiano یحییٰ بن اسد‎ 819-855   | Ilyas ibn Asad in persiano الیاس بن اسد‎ 819-856        |
|                                                                               | Ahmad ibn Asad in persiano احمد بن اسد‎ 819–864/5 | Ahmad ibn Asad in persiano احمد بن اسد‎ 819–864/5 | Ahmad ibn Asad in persiano احمد بن اسد‎ 819–864/5 | Ibrahim ibn Ilyas in persiano ابراهیم بن الیاس‎ 856–867 |
| Abu Ibrahim Isma'il ibn Ahmad in persiano ابو ابراهیم اسماعیل بن احمد‎ 892–907 | Nasr I in persiano نصر بن احمد‎ 864-892 | Nasr I in persiano نصر بن احمد‎ 864-892           | Ya'qub ibn Ahmad in persiano یعقوب بن احمد‎ ?     | saffaridi                                              |
| Abu Ibrahim Isma'il ibn Ahmad in persiano ابو ابراهیم اسماعیل بن احمد‎ 892–907 | |                                                  |                                                  |                                                        |
| Ahmad ibn Isma'il in persiano احمد بن اسماعیل‎ 907–914                         | |                                                  |                                                  |                                                        |
| Nasr II in persiano ابوالحسن نصر بن احمد‎ 914–943                              | |                                                  |                                                  |                                                        |
| Nuh I in persiano نوح بن نصر‎ 943–954                                          | |                                                  |                                                  |                                                        |
| Ibrahim ibn Ahmad in persiano ابراهیم بن احمد‎ 947                             | |                                                  |                                                  |                                                        |
| Abd al-Malik ibn Nuh I in persiano عبدالملک بن نوح‎ 954–961                    | |                                                  |                                                  |                                                        |
| Abu Salih Mansur ibn Nuh I in persiano ابو صالح منصور بن نوح‎ 961–976          | |                                                  |                                                  |                                                        |
| Nuh ibn Mansur in persiano نوح بن منصور‎ 976-997                               | |                                                  |                                                  |                                                        |
| Abd al-Aziz in persiano عبدالعزیز‎ 992                                         | |                                                  |                                                  |                                                        |
| Abu'l-Harith Mansur ibn Nuh II in persiano ابو الحارث منصور بن نوح‎ 997–999    | |                                                  |                                                  |                                                        |
| Abd al-Malik ibn Nuh II in persiano عبدالمالک بن نوح‎ 999                      | |                                                  |                                                  |                                                        |
| Isma'il Muntasir ibn Nuh II in persiano اسماعیل منتصر بن نوح‎ 1000 – 1005      | |                                                  |                                                  |                                                        |
| ?                                                                             | |                                                  |                                                  |                                                        |

### Politiche culturali e religiose
I Samanidi rianimarono la cultura persiana patrocinando Rudaki, Bal'ami e Daqiqi. I Samanidi propagarono con determinazione l'islam sunnita, e repressero lo sciismo, ma erano più tolleranti dello sciismo duodecimano. L'architettura islamica e la cultura islamo-persiana furono diffuse nel cuore dell'Asia centrale. Dopo la prima traduzione completa del Corano in persiano, durante il IX secolo, le popolazioni sotto l'impero samanide iniziarono ad accettare l'Islam in numero significativo.
Sebbene la popolazione zoroastriana fosse stata precedentemente soppressa dal califfato abbaside, secondo Al-Masudi, l'impero samanide, aveva ancora templi del fuoco che erano venerati dall'attuale popolazione zoroastriana. Nonostante il fatto che i Samanidi professassero l'Islam sunnita, erano, tuttavia, molto più tolleranti nei confronti della popolazione zoroastriana rispetto ai precedenti imperi.
Attraverso lo zelante lavoro missionario, ben 30.000 accampamenti di turchi giunsero a professare l'Islam e, in seguito, sotto i Ghaznavidi, più di 55.000 sotto la scuola di pensiero Hanafi. La conversione di massa dei turchi all'Islam alla fine portò a una crescente influenza dei Ghaznavidi, che in seguito avrebbero governato la regione.
L'agricoltura e il commercio erano le basi economiche dello Stato Samanide che si impegnò nel commercio con l'Europa e migliaia di monete samanidi sono state trovate nel Baltico e in Scandinavia.

### Istruzione

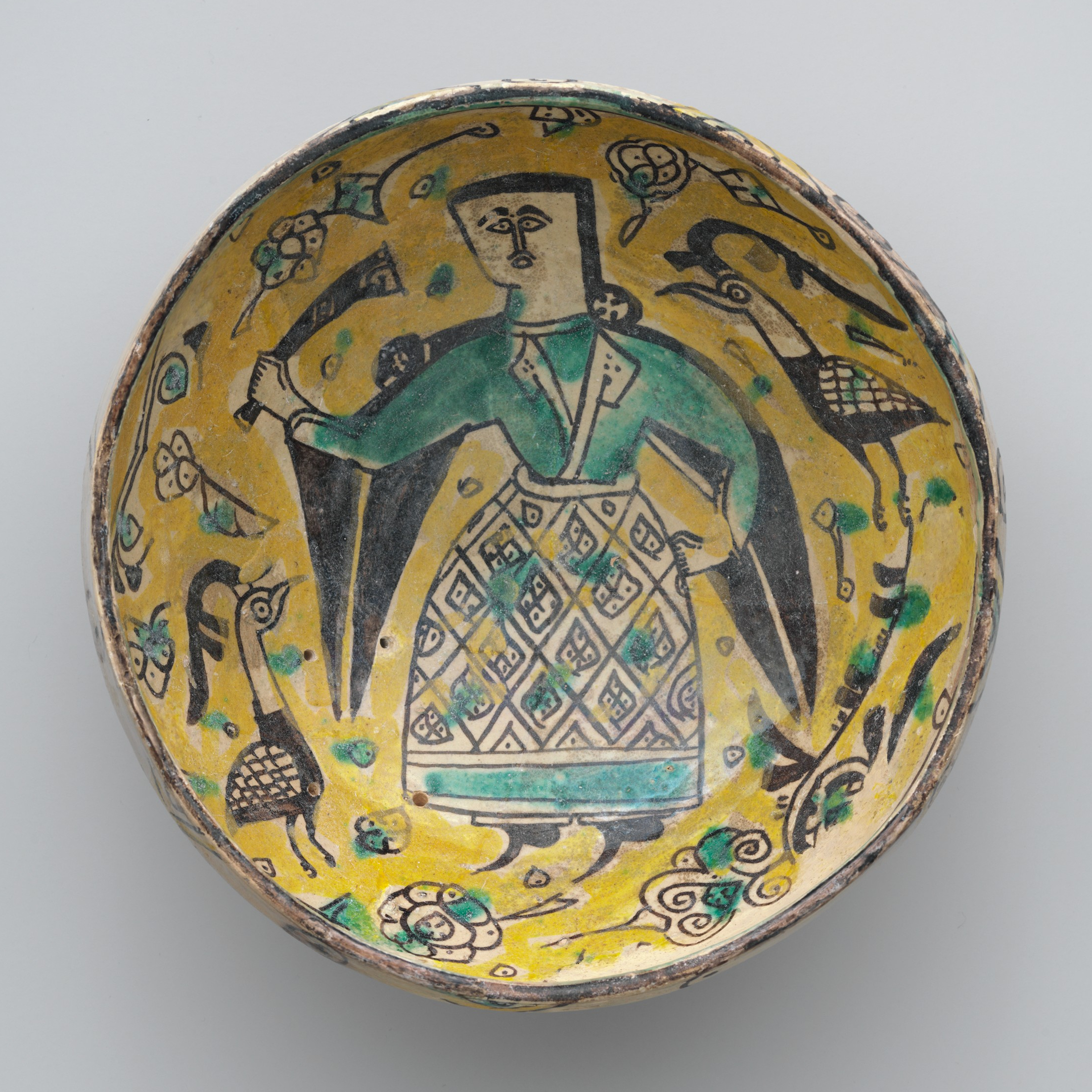
Esempio di ceramica figurata in terracotta del periodo samanide.

Non senza il patrocinio dell'autorità regnante, nel X e XI secolo i circoli intellettuali in Transoxiana e Khorasan raggiunsero un livello elevato. Nelle parole di N.N. Negmatov, «era inevitabile che la dinastia samanide locale, cercando sostegno tra le sue classi alfabetizzate, coltivasse e incoraggiasse le tradizioni culturali, l'alfabetizzazione e la letteratura locali».
Le principali città samanidi, Bukhara, Samarcanda, Balkh, Merv, Nishapur, Khujand, Bunjikath, Hulbuk, Termez e altre, divennero i maggiori centri culturali dello Stato. Studiosi, poeti, artisti e altri uomini di cultura, provenienti da molti paesi musulmani, si radunarono nella capitale samanide di Bukhara, dove si creò un terreno fertile per la prosperità del pensiero creativo, rendendolo così uno dei centri culturali più illustri del mondo orientale. Un'eccezionale biblioteca conosciuta come Siwān al-hikma ("Magazzino della Saggezza") venne allestita a Bukhara, nota per i suoi vari tipi di libri.

## Società

### Demografia
Sotto l'Impero Samanide, le valli di Zarafshan, Kashka Darya e Usrushana furono popolate da Sogdiani, il Tukharistan dai battriani, la Corasmia dai Corasmi, la valle di Fergana dai Ferghanan, il Khorasan meridionale dai Khorasaniani e le montagne del Pamir e dintorni dai Saka e da altri popoli iraniani. Tutti questi gruppi erano di etnia iraniana e parlavano dialetti del medio iraniano e del nuovo persiano. Nelle parole di Negmatov, "erano la base per l'emergere e il graduale consolidamento di quella che divenne un'identità etnica persiano-tagika orientale".

### Lingue
Ferghana, Samarcanda e Bukhara stavano iniziando a essere persianizzate linguisticamente nelle aree originariamente corasmiane e sogdiane durante il dominio samanide. La diffusione del persiano portò all'estinzione di lingue orientali iraniane come il battriano e il corasmio e consentì al sogdiano dei discendenti yaghnobi di sopravvivere soltanto in aree marginali; peraltro, col tempo anche in quelle zone gli dimmi finirono soppiantati da una versione tagika del persiano. Ciò era dovuto al fatto che l'esercito arabo-islamico che invase l'Asia centrale includeva anche alcuni persiani che in seguito governarono la regione come i Samanidi. Il persiano era stato radicato, nell'Asia centrale, dai Samanidi.

## Cultura

### Letteratura

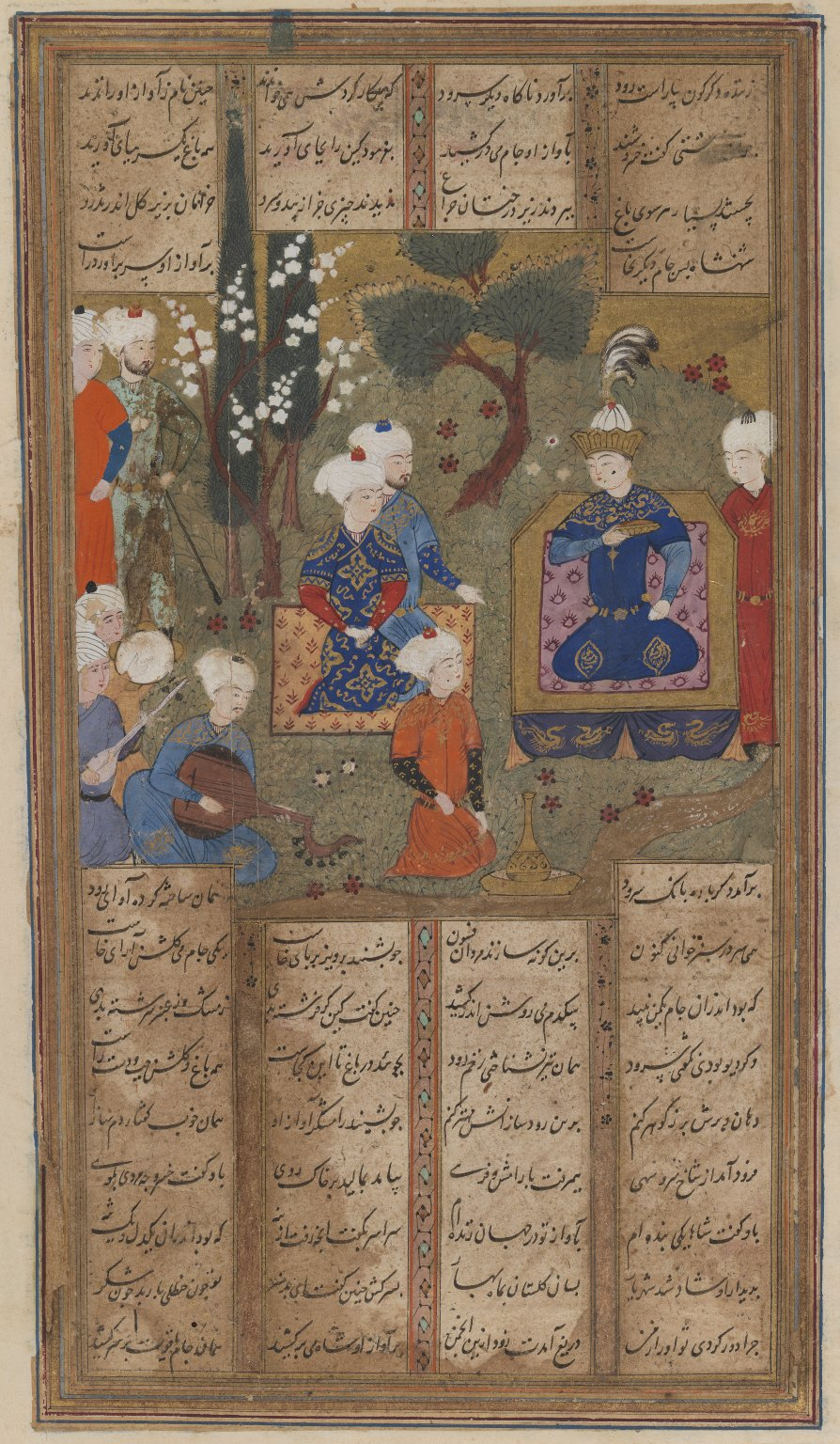
Il re sasanide Cosroe II e i suoi cortigiani in un giardino, pagina da un manoscritto dello Shahnameh, fine XV-inizio XVI secolo. Museo di Brooklyn.

Nel X e XI secolo ci fu una grande fioritura della letteratura, soprattutto della poesia. Fu durante il periodo samanide che la letteratura persiana apparve in Transoxiana e fu formalmente riconosciuta. L'avanzamento di una nuova letteratura persiana islamica iniziò così in Transoxiana e Khorasan invece che nel Fars, la patria dei persiani. I poeti più noti del periodo samanide furono Rudaki (m. 941), Daqiqi (m. 977) e Ferdowsi (m. 1020).
Sebbene il persiano fosse la lingua più diffusa, l'arabo continuò a godere di uno status elevato ed era ancora popolare tra i membri della famiglia Samanide. Ad esempio, al-Tha'alibi scrisse un'antologia araba chiamata Yatimat al-dahr ("La perla unica"). La quarta sezione dell'antologia includeva un resoconto dettagliato dei poeti vissuti sotto i Samanidi. Dichiarava inoltre che i poeti della Corasmia scrivevano principalmente in arabo.
Il fondatore riconosciuto della poesia classica persiana, e uomo di grande percezione, era Rudaki, nato nel villaggio di Panjrudak, che oggi fa parte del distretto di Panjakent in Tagikistan. Rudaki stava già diventando popolare durante i suoi primi anni, grazie alle sue poesie, alla sua voce e alla sua grande abilità nell'uso del chang (uno strumento iraniano simile all'arpa). Fu invitato alla corte dei Samanidi, dove rimase quasi per il resto della sua vita. Sono sopravvissuti meno di 2.000 versi della sua poesia, ma sono sufficienti per dimostrare le sue grandi capacità poetiche: perfezionò ogni forma di versetto di base della poesia persiana medievale: mathnawi, qasida, ghazal e ruba'i.
(Rudaki)
Un altro poeta di spicco fu Shahid Balkhi, nato nel villaggio di Jakhudanak vicino a Balkh. Non si sa molto della sua vita, ma è citato come uno dei migliori poeti della corte di Nasr II e uno dei migliori studiosi dell'epoca. Era anche un allievo di Rudaki, e aveva stretti rapporti con lui. Morì nel 936, pochi anni prima della morte di Rudaki. La sua morte rattristò Rudaki, che in seguito scrisse un'elegia commovente su di lui.
Daqiqi, originario di Tus, iniziò la sua carriera alla corte del sovrano Muhtajid Abu'l Muzaffar ibn Muhammad a Chaghaniyan, e in seguito fu invitato alla corte dei Samanidi. Sotto i Samanidi sorse un interesse speciale per le antiche leggende iraniane e le tradizioni eroiche, ispirando così Daqiqi a scrivere lo Shahnameh ("Il Libro dei Re"), un lungo poema epico basato sulla storia degli iraniani. Tuttavia, alla sua morte, nel 977, era riuscito a completarne solo una piccola parte, che riguardava il conflitto tra Gushtasp e Arjasp.
Tuttavia, il poeta più importante di quell'epoca fu Ferdowsi, nato a Tus, nel 940, da una famiglia dehqan. Fu durante la sua giovinezza che ci fu un periodo di crescita sotto i Samanidi. La rapida crescita di interesse per l'antica storia iraniana gli fece continuare l'opera di Daqiqi, completando lo Shahnameh nel 994, solo pochi anni prima della caduta dell'Impero Samanide. In seguito completò una seconda versione dello Shahnameh, nel 1010, che presentò al sultano Ghaznavid Mahmud. Tuttavia, il suo lavoro non fu apprezzato dai Ghaznavidi come lo era stato dai Samanidi.

### Arte

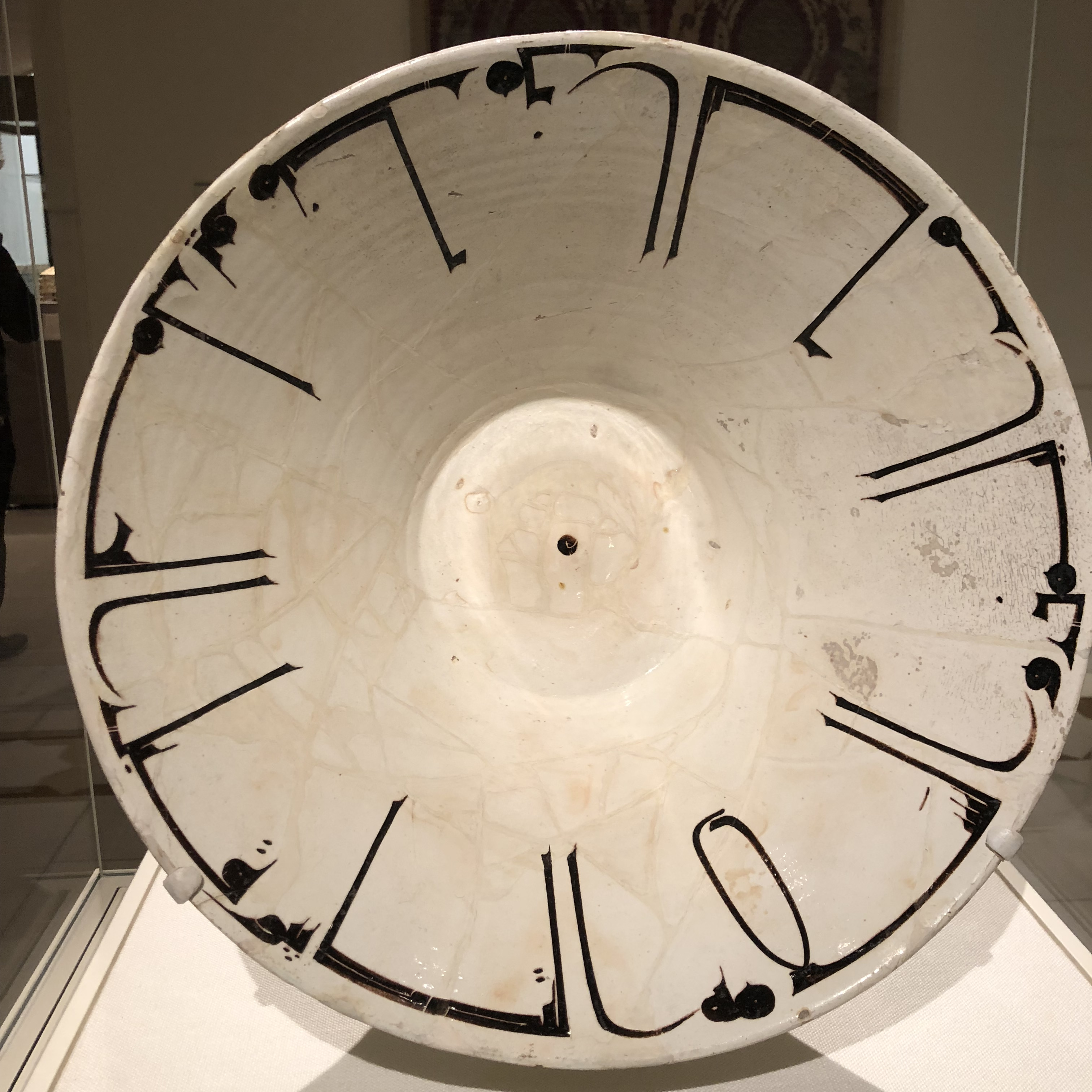
Ciotola con scritta in cufico

A causa di estesi scavi a Nishapur, in Iran, a metà del XX secolo, la ceramica samanide è ben rappresentata nelle collezioni d'arte islamica di tutto il mondo. Queste ceramiche erano in gran parte realizzate in terracotta e presentano iscrizioni calligrafiche di proverbi arabi o decorazioni figurative colorate. I proverbi arabi parlano spesso dei valori della cultura "Adab": ospitalità, generosità e modestia.

## Lascito
Nel lodare i Samanidi, l'epico poeta persiano Ferdowsi dice di loro:
Uno storico di Bukharian che scriveva nel 943 dichiarò che Ismail Samani:
Il celebre studioso Nizam al-Mulk, nella sua famosa opera Siyasatnama, affermò che Ismail Samani:
La valuta Somoni del Tagikistan prende il nome dai Samanidi. Una nota compagnia aerea con sede a Dushanbe si chiama anche Somon Air. Inoltre, la montagna più alta del Tagikistan e dell'ex Unione Sovietica prende il nome da Ismail Samani. La montagna era precedentemente conosciuta come "Picco Stalin" e "Picco Comunismo", ma nel 1998 il nome fu ufficialmente cambiato in Picco Ismail Samani.